# Last Dance (Blue Mitchell)
Last Dance è un album di Blue Mitchell, pubblicato dalla Jazz America Marketing Records nel 1977. Il disco fu registrato il 28-30 aprile 1977 al Stage & Sound Recording Studio di Hollywood, California (Stati Uniti).
Nel 2006 la Candid Records pubblicò il disco su CD (intitolato Stablemates, CCD 79553) con gli stessi identici sei brani, uscì anche con il titolo di Stablemates:Best of the West, Vol.1 pubblicato dalla Disco Mate Records, DSP 5007.

## Tracce
Lato A
1. Stable Mates – 6:00 (Benny Golson)
2. Portrait of Jenny – 7:39 (J.Russell Robinson, Gordon Burdge)
3. There Will Never Be Another You – 7:05 (Harry Warren, Mack Gordon)

Lato B
1. Gettin' Sentimental Over Blue – 6:58 (Ned Washington, George Bassman)
2. I Can't Get Started with You – 8:35 (Vernon Duke, Ira Gershwin)
3. Ow – 6:15 (Dizzy Gillespie)

- Nell'ellepì originale l'autore del brano Portrait of Jenny è accreditato al solo J. Russell Robinson
- Nell'ellepì originale l'autore del brano There Will Never Be Another You è accreditato al solo Harry Warren
- Nell'ellepì originale l'autore del brano Gettin' Sentimental Over Blue è accreditato a Blue Mitchell e Victor Feldman
- Nell'ellepì originale l'autore del brano I Can't Get Started with You è accreditato al solo Vernon Duke

## Musicisti
- Blue Mitchell - tromba
- Victor Feldman - pianoforte
- Dick Spencer - sassofono alto
- John Heard - contrabbasso
- Dick Berk - batteria